# البریج، حماة
البریج (به عربی: البریج) یک روستا در سوریه است که در ناحیه مرکزی سقیلبیه واقع شده‌است. البریج ۲٬۱۵۳ نفر جمعیت دارد.